# Eyes of a Woman
Eyes of a Woman è un album della cantante svedese Agnetha Fältskog, il secondo da lei pubblicato dopo lo scioglimento degli ABBA. Fu prodotto da Eric Stewart, membro della band 10cc. È stato il secondo album di Agnetha Fältskog a raggiungere la Top 40 nel Regno Unito, piazzandosi al 38º posto, ed in Svezia ha conquistato la seconda posizione. In Norvegia, Belgio e Paesi Bassi è entrata nella Top 20, mentre nella Germania Occidentale ha raggiunto la Top 30.
L'album venne registrato negli studi della Polar Music a Stoccolma, tra gli inizi di ottobre del 1984 e la fine di novembre dello stesso anno. Due delle canzoni registrate, Turn the World Around e You're There, non furono incluse nell'album, ma vennero pubblicate come lato B di altri singoli. I brani You're There e I Won't Let You Go sono composti dalla stessa Agnetha Fältskog (con i testi di Eric Stewart).
Le canzoni One Way Love e I Won't Let You Go furono pubblicati come singoli in tutta Europa; la prima, inoltre, fu eseguita da Agnetha Fältskog al Montreux Music Festival del 1985.
Durante la sessione fotografica effettuata per la copertina dell'album, Agnetha è stata immortalata sul terrazzo del palazzo di Drottningholm, la residenza ufficiale della famiglia reale svedese, a Stoccolma.
Elvis Costello, fan di lunga data degli ABBA, inviò un brano intitolato Shatter Proof, affinché venisse incluso nell'album; Agnetha Fältskog, tuttavia, decise di non inciderlo.

## Tracce
1. One Way Love – 3:36 (Jeff Lynne)
2. Eyes of a Woman – 3:56 (Paris Edvinson, Marianne Flynner)
3. Just One Heart – 3:43 (Paul Muggleton, Bob Noble)
4. I Won't Let You Go – 3:39 (A. Fältskog, Eric Stewart)
5. The Angels Cry – 4:22 (Justin Hayward)
6. Click Track – 2:52 (Jan Ince, Phil Palmer)
7. We Should Be Together – 3:57 (Jay Kruska, Tom Keane)
8. I Won't Be Leaving You – 5:32 (E. Stewart)
9. Save Me (Why Don't Ya) – 4:37 (E. Stewart)
10. I Keep Turning Off Lights – 3:37 (China Burton)
11. We Move As One – 4:04 (John Wetton, Geoffrey Downes)

### Bonus track nella riedizione del 2005
1. You're There – 3:29 (A. Fältskog, E. Stewart)
2. Turn the World Around – 4:15 (Randy Edelman)
3. I Won't Let You Go (Extended version) – 6:02 (A. Fältskog, E. Stewart)
4. The Way You Are (feat. Ola Håkansson) – 3:45 (Tim Norell, O. Håkansson, Alexander Bard)
5. Fly Like The Eagle (feat. Ola Håkansson) – 3:05 (T. Norell, O. Håkansson, A. Bard)

## Formazione
- Agnetha Fältskog - voce principale, cori
- Eric Stewart - percussioni, Fender Rhodes, cori
- Rick Fenn - chitarra
- Vic Emerson - tastiera, sintetizzatore
- Rutger Gunnarson - basso
- Jamie Lane - batteria (tranne in Eyes of a Woman)
- Justin Hayward - chitarra (The Angels Cry)
- Per Allsing - batteria (Eyes of a Woman)
- Mel Collins - assolo di sassofono in We Should Be Together e One Way Love
- Anders Glenmark, Karin Glenmark e Marianne Flynner - cori

## Classifiche
| Classifica (1985) | Posizione massima |
| ----------------- | ----------------- |
| Germania          | 30                |
| Norvegia          | 14                |
| Paesi Bassi       | 19                |
| Regno Unito       | 38                |
| Svezia            | 2                 |